# فوجیکاواگوچیکو، یاماناشی
فوجیکاواگوچیکو، یاماناشی (به لاتین: Fujikawaguchiko, Yamanashi) یک منطقهٔ مسکونی در ژاپن است که در Minamitsuru District واقع شده‌است. فوجیکاواگوچیکو ۱۵۸٫۴۰ کیلومتر مربع مساحت و ۲۵٬۷۴۲ نفر جمعیت دارد.